# Thinking of You (Katy Perry)
Thinking of You è un singolo della cantante statunitense Katy Perry, pubblicato il 12 gennaio 2009 come quarto estratto dal secondo album in studio One of the Boys.

## Descrizione
Thinking of You è uno dei tre brani di One of the Boys scritto esclusivamente da Katy Perry, ed è il primo singolo estratto ad essere una ballata. La canzone ha debuttato nel Billboard Hot 100 alla posizione 79, e nell'arco di tre settimane e riuscita a salire sino alla posizione 29, dove è rimasta per tre settimane consecutive. In Canada il brano è entrato alla posizione numero 58, scalando 24 posizioni la settimana seguente e giungendo sino alla 34. In Irlanda Thinking of You ha debuttato alla posizione 50 mentre nel Regno Unito alla 63. I risultati poco eclatanti del singolo sono in parte dovuti alla scarsa promozione del brano da parte delle radio, in cui era ancora molto forte la programmazione del precedente singolo Hot n Cold.

## Video musicale
Il videoclip è stato diretto da Melina Matsoukas, già regista d'altri cantanti come anche Beyoncé Knowles, Ne-Yo e Kylie Minogue. La regista è stata inoltre nominata "Regista dell'Anno" agli MVPA Awards 2008. La maggior parte dei vestiti utilizzati sono veri capi vintage degli anni 40, nei quali è ambientato il clip. La realizzazione del video è stata sviluppata partendo da un soggetto scritto dalla stessa Katy Perry e il protagonista maschile del video è Matt Dallas, già protagonista della serie Kyle XY.
È stato girato il 1º e il 2 dicembre 2008 al Disney Ranch in Newhall, California, location utilizzata per film e programmi televisivi quali: La casa nella prateria, Bonanza e The Waltons. Inoltre, il video della canzone sarà presentato in esclusiva mondiale da Dada Music Movement dal 2 sino al 6 febbraio, le televisioni l'hanno già trasmesso il 9 febbraio, mentre su MTV Italia è stato trasmesso il 15 marzo. Il video, che dura 4:02 minuti, s'incentra su una ragazza (Katy) che vive in campagna insieme all'uomo con il quale convive. Ciò nonostante, i suoi pensieri (dunque "Thinking of you" = "Pensando a te") vanno verso il primo compagno (Matt Dallas), del quale ha molte foto, persino in camera da letto. Simboli che richiamano il lutto e, allo stesso tempo, la mestizia, insieme con il crocifisso e le scarpe della giovane (che si vedono nelle scene iniziali del clip), ci proiettano verso una Katy malinconica e nostalgica, abbastanza provata e angosciata. La si vede prima seduta, poi che si alza mentre vede le immagini di se stessa con il primo amore (come una sorta di flashback). Il nuovo compagno cerca di consolarla, offrendole il suo amore, ma Katy non può fare a meno di ricordare il volto del suo ex. In seguito scopriamo che infatti l'uomo è partito per una guerra (vista l'epoca, molto probabilmente, si tratta della Seconda guerra mondiale) ed è poi morto in battaglia. La ragazza ne sente così tanto la mancanza che, rimembrando la scomparsa del giovane, si scosta inevitabilmente dall'attuale convivente. Quindi, a un certo punto, la ragazza si alza dalla sedia per poi vestirsi di nero (con cappellino nero a rete) e uscire dalla casa. Apre un ombrellino scuro, anch'esso, e si dirige luttuosa verso l'imminente funzione. L'ultima scena riprende Katy che si appropinqua alla strada, mentre l'immagine inizia ad essere appannata dal buio.
Esistono altre due versioni del video, una simile al video ufficiale ma con scene inedite e la versione instrumentale della canzone, e una più semplice in cui si vede Katy alternarsi fra due fidanzati in scene diverse, e nonostante uno dei due la tradisca, alla fine del video lei uccide il fidanzato buono.

## Tracce
CD promozionale (Capitol/EMI)
1. Thinking of You (Radio Edit) – 3:59
2. Thinking of You (Album Version) – 4:07
3. Thinking of You (Live Acoustic Version) – 4:51
4. Thinking of You (Instrumental Version) – 4:07

CD singolo
1. Thinking of You (Album Version) – 4:07
2. Thinking of You (Live Acoustic Version) – 4:51

## Classifiche
| Classifica (2009) | Posizione massima |
| ----------------- | ----------------- |
| Australia         | 34                |
| Austria           | 18                |
| Canada            | 24                |
| Europa            | 20                |
| Francia           | 11                |
| Germania          | 19                |
| Irlanda           | 38                |
| Italia            | 14                |
| Paesi Bassi       | 79                |
| Regno Unito       | 27                |
| Slovacchia        | 26                |
| Stati Uniti       | 29                |
| Svezia            | 29                |
| Svizzera          | 45                |

## Date di pubblicazione
| Paese       | Data             | Formato               |
| ----------- | ---------------- | --------------------- |
| Stati Uniti | 12 gennaio 2009  | Airplay radiofonico   |
| Australia   | 19 gennaio 2009  | Airplay radiofonico   |
| Europa      | 20 febbraio 2009 | CD, download digitale |
| Regno Unito | 9 marzo 2009     | CD, download digitale |
| Australia   | 14 marzo 2009    | CD                    |